# Чао, Александр Ву
Александр Чао (род. 2 июля 1949, Тайвань) — тайваньский и американский физик, специалист в области физики ускорителей.

## Биография
Родился на Тайване в 1949 году в городе Хуалянь, в семье, бежавшей на остров в результате поражения Гоминьдана в гражданской войне. В 1956 году переехал в Тайбэй. В 1970 закончил Национальный университет Цинхуа, в 1971 году уехал в США в Университет штата Нью-Йорк в Стони-Бруке. Степень PhD получил по тематике ядерной физики и физики частиц под руководством нобелевского лауреата Янга Чжэньнина. Одновременно проводил исследования с Эрнестом Курантом в Брукхейвенской национальной лаборатории. После защиты, в 1974 году был принят Бертоном Рихтером в Национальную ускорительную лабораторию SLAC. С 1984 года работал над проектом сверхпроводящего протон-протонного коллайдера SSC, после начала строительства которого в 1989 году переехал работать в Техасский университет в Остине. Однако, проект был закрыт конгрессом США в 1993 году, Чао возвращается профессором в Стэнфордский университет. С 2001 года профессор в Национальном университете Цинхуа, с 2016 года приглашённый профессор в Университете Цинхуа.

## Научная деятельность
Основные работы посвящены динамике частиц в ускорителях, включая нелинейную динамику, коллективные эффекты и вызванные ими неустойчивости интенсивных пучков, эффекты встречи в коллайдерах, спиновую динамику. Участвовал в проектировании, настройке и модернизации ускорительных проектов SLAC, таких как электрон-позитронные коллайдеры SPEAR, PEP, линейный коллайдер SLC.
Автор популярного учебника по коллективным эффектам, и редактор, совместно с Мори Тигнером, справочника по физике ускорителей, неоднократно допечатанного и переизданного.

## Признание
С 1989 года член Американского физического общества. С 2002 года член Китайской академии (Тайвань). Премия Видероэ Европейского физического общества (2008), премия Уилсона Американского физического общества (2018).

## Публикации

### Книги
- Alex Chao. Physics of Collective Beam Instabilities in High Energy Accelerators. — Wiley. — 1993. — С. 384. — ISBN 9780471551843.
- Handbook of Accelerator Physics and Engineering / Alex Chao, Maury Tigner. — World Scientific. — 1999. — С. 740. — ISBN 9789810235000. — doi:10.1142/3818.
- Handbook of Accelerator Physics and Engineering, 2nd edition / Alex Chao, Karl Hubert Mess, Maury Tigner, Frank Zimmermann. — World Scientific. — 2013. — С. 848. — ISBN 9789814415842. — doi:10.1142/8543.
- Reviews of Accelerator Science and Technology / Alexander W. Chao and Weiren Chou. — World Scientific. — 2008-2019., в 10 томах.
- Alexander Wu Chao. Lectures on Accelerator Physics. — World Scientific. — 2020. — С. 916. — ISBN 9789811226755. — doi:10.1142/12004.

### Статьи
- Chao, A. W.; Yang, C. N. (1973). Opaqueness of pp collisions from 30 to 1500 GeV/c. Physical Review D. 8 (7): 2063–267. Bibcode:1973PhRvD...8.2063C. doi:10.1103/PhysRevD.8.2063.
- Chao, Alexander W. (1979). Evaluation of beam distribution parameters in an electron storage ring. Journal of Applied Physics. 50 (2): 595–598. Bibcode:1979JAP....50..595C. doi:10.1063/1.326070. OSTI 1446930.
- Chao, Alexander W.; Richter, Burton; Yao, Chi-Yuan (1980). Beam emittance growth caused by transverse deflecting fields in a linear accelerator. Nuclear Instruments and Methods. 178 (1): 1–8. Bibcode:1980NucIM.178....1C. doi:10.1016/0029-554X(80)90851-4. OSTI 1445579.
- Ruth, R. D.; Chao, A. W.; Wilson, P. B.; Morton, P. L. (1984). A plasma wake field accelerator (PDF). Particle Accelerators. 17 (SLAC-PUB-3374): 171–189.
- Meller, R. E.; Chao, A. W.; Peterson, J. M.; Peggs, S. G.; Furman, M. (1987). Decoherence of kicked beams (PDF). SSC-N-360 (Superconducting Super Collider, Report Number N-360. (16 pages)
- Huang, H.; Ball, M.; Brabson, B.; Budnick, J.; Caussyn, D. D.; Chao, A. W.; Collins, J.; Derenchuk, V.; Dutt, S.; East, G.; Ellison, M.; Friesel, D.; Hamilton, B.; Jones, W. P.; Lee, S. Y.; Li, D.; Minty, M. G.; Nagaitsev, S.; Ng, K. Y.; Pei, X.; Riabko, A.; Sloan, T.; Syphers, M.; Teng, L.; Wang, Y.; Yan, Y. T.; Zhang, P. L. (1993). Experimental determination of the Hamiltonian for synchrotron motion with rf phase modulation (PDF). Physical Review E. 48 (6): 4678–4688. Bibcode:1993PhRvE..48.4678H. doi:10.1103/PhysRevE.48.4678. OSTI 1441445. PMID 9961152.
- Chao, A. W. Lecture notes on topics in accelerator physics (No. SLAC-PUB-9574). — SLAC National Accelerator Lab., Menlo Park, CA (United States), 2002. (17 pages)
- Chao, Alexander W. (2009). Gravitational instability of a nonrotating galaxy. Physical Review Special Topics - Accelerators and Beams. 12 (10): 104201. Bibcode:2009PhRvS..12j4201C. doi:10.1103/PhysRevSTAB.12.104201.
- Ratner, Daniel F.; Chao, Alexander W. (2010). Steady-State Microbunching in a Storage Ring for Generating Coherent Radiation. Physical Review Letters. 105 (15): 154801. Bibcode:2010PhRvL.105o4801R. doi:10.1103/PhysRevLett.105.154801. PMID 21230912.
- Jiao, Y.; Wu, J.; Cai, Y.; Chao, A. W.; Fawley, W. M.; Frisch, J.; Huang, Z.; Nuhn, H.-D.; Pellegrini, C.; Reiche, S. (2012). Modeling and multidimensional optimization of a tapered free electron laser. Physical Review Special Topics - Accelerators and Beams. 15 (5). doi:10.1103/PhysRevSTAB.15.050704. S2CID 120606215.